# Kenon Holdings
Kenon Holdings ist eine Holding, die 2015 als Spin-off von der Israel Corporation gegründet wurde. Sie ist im Besitz von Idan Ofer.
Zur Kenon Holdings gehören der in Lateinamerika tätige Stromversorger IC Power, 50 % der Anteile an dem chinesischen Autohersteller Qoros, 32 % der Anteile an der Reederei Zim Integrated Shipping Services und 24 % der Anteile an der Chip-Foundry Tower Semiconductor.